# Биндюков, Николай Гаврилович
Никола́й Гаври́лович Биндюко́в (род. 7 февраля 1946) — депутат Государственной думы, первого, второго и третьего созывов. Секретарь Центрального комитета КПРФ в 1995—2004 гг.
Родился 7 февраля 1946 года в д. Волынцы Гомельской области Белорусской ССР.

## Образование и работа
Окончил Ленинградский государственный университет в 1975 году, аспирантуру Института социологических исследований АН СССР в 1982 году, кандидат философских наук, доцент.
Трудовую деятельность начал в 1968 году учителем в сельской школе. С 1969 года находился на комсомольской и партийной работе: был заведующим отделом в райкоме ВЛКСМ, заведующим отделом Новгородского горкома ВЛКСМ.

## Политическая деятельность
С 1972 года — инструктор исполкома Новгородского областного Совета народных депутатов, затем инструктор отдела пропаганды и агитации Новгородского обкома КПСС. С 1982 года — преподаватель, заведующий кафедрой, проректор Новгородского государственного педагогического институте (НГПИ), в 1988—1993 — ректор НГПИ.
В 1993—1994 — директор Института педагогического образования Новгородского государственного университета.
Избирался в Государственную думу на протяжении трёх созывов, был членом фракции КПРФ, членом Комитета по делам СНГ и связям с соотечественниками.
Являлся членом Парламентского Собрания России и Белоруссии.
Член ЦК КПРФ с 1993 года.
C 22 января 1995 года — 3 июля 2004 года секретарь Центрального комитета КПРФ.

## Увлечения и семья
Автор более 50 опубликованных научных работ. Женат, имеет дочь. Увлекается художественной литературой, шахматами.

## Награды
- Благодарность Президента Российской Федерации (5 мая 2003 года) — за активное участие в организации и проведении мероприятий Года Украины в Российской Федерации[1]